# Список екорегіонів Лівії

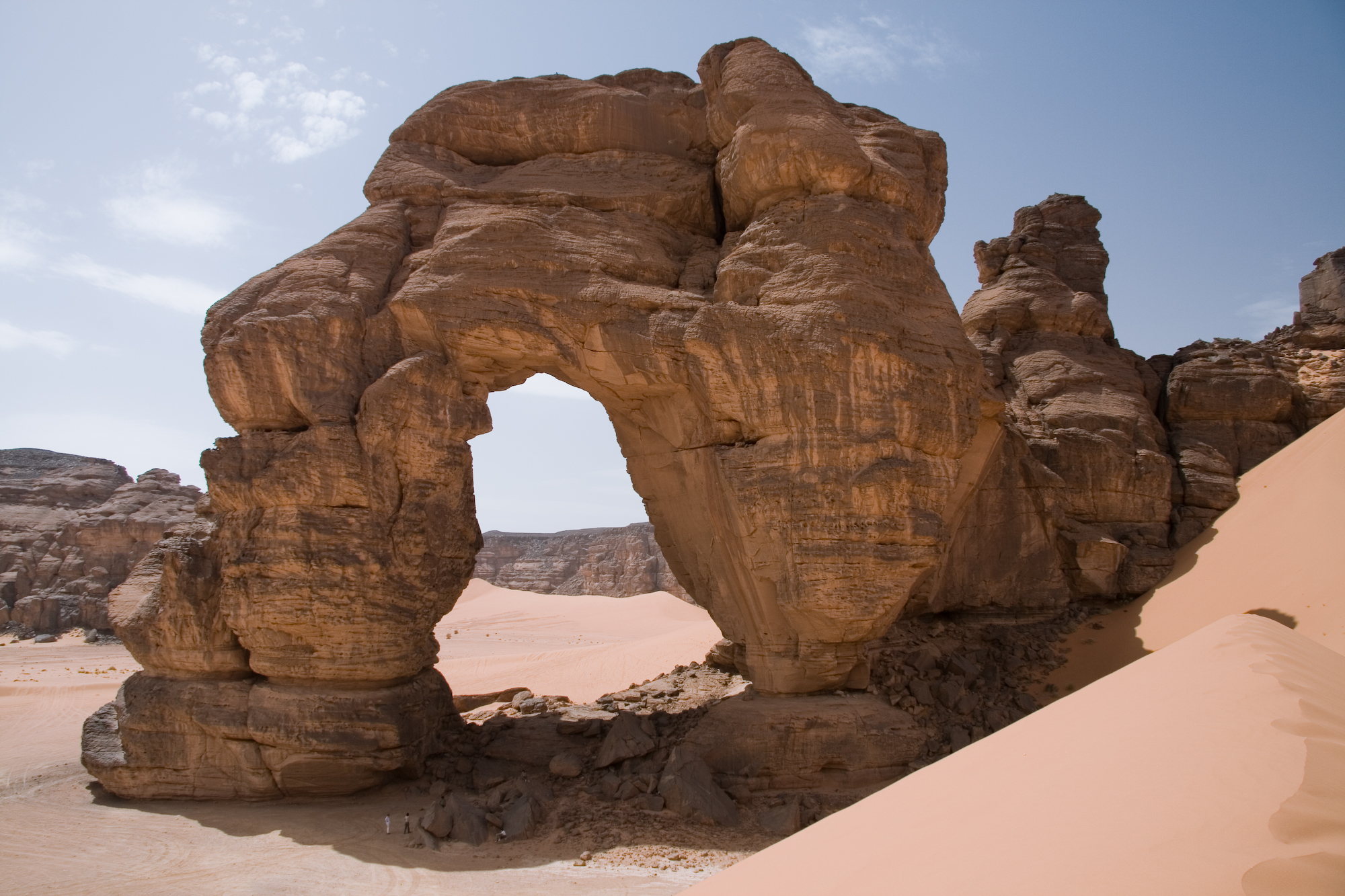
Тадрарт-Акакус — пустельна зона у Західній Лівії. Будучи частиною Сахари, це один з найбільш посушливих екорегіонов Лівії.

Нижче наводиться список  екорегіонів в  Лівії, згідно  Всесвітнього Фонду дикої природи (ВФД).

## Наземні екорегіони
по  основних типах середовищ існування 

### Палеарктика

#### Середземноморські ліси, рідколісся і чагарники
- Середземноморські сухі ліси і степи
- Середземноморські ліси і рідколісся

#### Пустелі і посухостійкі чагарники
- Північносахарські степи та рідколісся
- Пустеля Сахара
- Гірське рідколісся Тібесті-Джебель Увейнат

#### Затоплювані луки і савани
- Солончаки Сахари

## Прісноводні екорегіони
по біорегіону
- Постійний Магриб
- Тимчасовий Магриб
- Сухий Сахель

## Морські екорегіони
- Левантійське море
- Туніське плато / Затока Сидру